# Trentepohlia (Mongoma) pererecta
Trentepohlia (Mongoma) pererecta is een tweevleugelige uit de familie steltmuggen (Limoniidae). De soort komt voor in het Australaziatisch gebied.